# José de Jesús Aguilera Rodríguez
José de Jesús Aguilera Rodríguez (* 19. April 1931; † 9. November 1999) war ein mexikanischer Geistlicher und Bischof von Huajuapan de León.

## Leben
José de Jesús Aguilera Rodríguez empfing am 9. April 1955 das Sakrament der Priesterweihe.
Am 11. Juni 1982 ernannte ihn Papst Johannes Paul II. zum Bischof von Huajuapan de León. Der Apostolische Nuntius in Mexiko, Erzbischof Girolamo Prigione, spendete ihm am 10. August desselben Jahres die Bischofsweihe; Mitkonsekratoren waren der Bischof von León, Anselmo Zarza Bernal, und der Bischof von San Juan de los Lagos, José López Lara.
Am 8. März 1991 nahm Johannes Paul II. das von José de Jesús Aguilera Rodríguez aus Krankheitsgründen vorgebrachte Rücktrittsgesuch an.